# 요코 아홀라

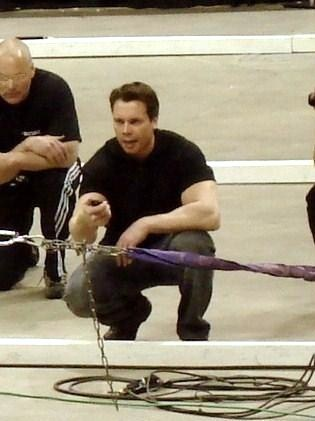

요코 아홀라(Jouko Ahola, 1970년 12월 1일 ~ )는 핀란드의 배우, 영화배우이다.
헤멘린나에서 태어났다.

## 영화
- Perspective du sous-sol (2012년)
- 좀비솔져 (2011년) - 캡틴 니에미 역
- 운수 나쁜 날 (2009년)
- 킹덤 오브 헤븐 (2005년)
- 인빈서블 (2001년)